# Lane-Plateau
Das Lane-Plateau ist eine flache und vereiste Hochebene in der antarktischen Ross Dependency. Im Zentrum der Hughes Range des Königin-Maud-Gebirges liegt sie in 3000 m Höhe zwischen Mount Waterman, Mount Cartwright und Mount Bronk. Die Hochebene erstreckt sich in nord-südlicher Richtung über eine Länge von 18 km und ist 4 km breit.
Der US-amerikanische Polarforscher Richard Evelyn Byrd entdeckte sie im Zuge seiner ersten Antarktisexpedition (1928–1930) bei einem Überflug am 18. November 1929. Der US-amerikanische Polarforscher Albert P. Crary nahm zwischen 1957 und 1958 ihre Vermessung vor. Der United States Geological Survey kartierte sie anhand seiner zwischen 1962 und 1963 durchgeführten Vermessungen und mittels Luftaufnahmen der United States Navy aus den Jahren von 1958 bis 1963. Das Advisory Committee on Antarctic Names benannte sie im Jahr 2000 nach dem US-amerikanischen Physiker Neal Francis Lane (* 1938), Direktor der National Science Foundation von 1993 bis 1998, in dessen Amtszeit die Bewilligung von Geldern durch den Kongress der Vereinigten Staaten zur Errichtung einer neuen Südpolstation fiel, die schließlich zwischen 2005 und 2006 fertiggestellt wurde.